# OK Roter Stern Belgrad
Der OK Roter Stern Belgrad (serbisch-kyrillisch Одбојкашки клуб Црвена звезда, Odbojkaški klub Crvena Zvezda) ist ein serbischer Volleyballverein aus Belgrad. Der Verein gehörte ursprünglich zum Sportklub Roter Stern Belgrad, ist heute aber eigenständig. Der Verein betreibt eine Frauen- und Männerabteilung und ist einer der erfolgreichsten serbischen Volleyballklubs.

## Erfolge

### Männer
- Nationale Meistertitel – 12
  - Jugoslawien (5): 1951, 1954, 1956, 1957, 1973/74
  - Serbien und Montenegro (1): 2002/03
  - Serbien (6): 2007/08, 2011/12, 2012/13, 2013/14, 2014/15, 2015/16

- Pokalsiege – 14
  - Jugoslawien (5): 1959/60, 1972, 1973, 1975, 1991
  - Serbien und Montenegro (3): 1993, 1997, 1999
  - Serbien (6): 2008/09, 2010/11, 2012/13, 2013/14, 2015/16, 2018/19

### Frauen
- CEV-Pokal (vor 2007 / ab 2007):
  - Zweiter Platz: 2009/10
  - Dritter Platz: 1985/86, 2007/08, 2010/11

- Nationale Meistertitel – 27
  - Jugoslawien (18): 1959, 1962, 1963, 1964, 1965, 1966, 1967, 1968/69, 1969/70, 1970/71, 1971/72, 1974/75, 1975/76, 1976/77, 1977/78, 1978/79, 1981/82, 1982/83
  - Serbien und Montenegro (5): 1991/92, 1992/93, 2001/02, 2002/03, 2003/04
  - Serbien (4): 2009/10, 2010/11, 2011/12, 2012/13

- Nationale Pokalsiege – 17
  - Jugoslawien (10): 1960, 1961, 1962, 1972, 1974, 1976/77, 1979, 1982, 1983, 1991
  - Serbien und Montenegro (2): 1992, 2002
  - Serbien (5): 2009/10, 2010/11, 2011/12, 2012/13, 2013/14

## Bekannte ehemalige Spieler
Männer
| - Vladimir Batez - Novica Bjelica - Dejan Bojović - Aleksandar Boričić - Dejan Brđović - Aleksa Brković - Maksim Buculjević - Tomislav Dokić - Vukašin Đurđević - Aleksandar Gmitrović - Lazar Grozdanović - Sava Grozdanović - Bojan Janić | - Predrag Jevtić - Rajko Jokanović - Uroš Kecman - Lazar Koprivica - Nikola Kovačević - Ilija Lukić - Boris Martinović - Nikola Matijašević - Vuk Milutinović - Milutin Nejić - Aleksandar Okolić - Danilo Pavlović | - Vlado Petković - Milan Rašić - Marko Samardžić - Bogdan Sretenović - Dragan Stanković - Nemanja Stefanović - Filip Stoilović - Edin Škorić - Željko Tanasković - Miloš Terzić - Dragan Tomasović - Milan Vasić |

Frauen
- Ana Bjelica
- Olga Tschkournowa
- Ivana Đerisilo
- Dragana Ilić
- Sanja Malagurski
- Neli Marinova
- Liana Mesa
- Ivana Nešović
- Nađa Ninković
- Maja Ognjenović
- Tamara Rakić
- Nina Rosić
- Maja Simanić
- Anja Spasojević
- Stefana Veljković
- Bojana Živković